# Albert's House
| Recensione | Giudizio |
| ---------- | -------- |
| AllMusic   |          |

Albert's House è un album del trombettista e cantante jazz statunitense Chet Baker, pubblicato dalla Beverly Hills Records nell'estate del 1973.

## Tracce

### LP
Lato A (BH-3660)
Musiche di Steve Allen, eccetto dove indicato.
1. Albert's House (strumentale) – 2:23 (musica: Steve Allen, Fran Landsman)
2. Farewell, San Francisco (strumentale) – 4:53 (musica: John H. Fitch Jr.)
3. Time (strumentale) – 4:20
4. I Should Have Told You So (strumentale) – 4:10
5. How Dare You, Sir (strumentale) – 3:17
6. End of the Line (strumentale) – 3:16

Durata totale: 22:19
Lato B (BH-3661)
Musiche di Steve Allen, eccetto dove indicato.
1. Pretty People (strumentale) – 3:22
2. Sunday in Town (strumentale) – 4:34
3. A Man Who Used to Be (strumentale) – 3:15 (musica: John H. Fitch Jr., Fran Landsman)
4. Never Had This Feeling Before (strumentale) – 3:21
5. Life (strumentale) – 4:06
6. Nice Little Girls (strumentale) – 3:51

Durata totale: 22:29

## Musicisti
- Paul Smith – pianoforte, organo Hammond
- Barney Kessel – chitarra
- Jim Hughart – contrabbasso
- Frank Capp – batteria
- Chet Baker – tromba

### Produzione
- Meadowlane Enterprises Inc. – produzione
- Registrazioni effettuate a Los Angeles, California nel 1969 [2]
- The Image Machine – design copertina album originale
- Dirk Wunderlich – illustrazione copertina album originale[3]